# Bataille de la cote 383
Première Guerre mondiale
La bataille de la cote 383, qui s'est déroulée sur une élévation appelée plus tard Poggio Montanari aujourd'hui Mont Pricinz, située près de la ville de Plava aujourd'hui en Slovénie, pendant la Première Guerre mondiale dans une tentative d'occupation, les armées italiennes et austro-hongroises se sont affrontées pendant deux ans. L'affrontement le plus sanglant a eu lieu le 17 juin 1915 lorsque le général Luigi Cadorna a voulu offrir au roi Victor Emmanuel III une conquête dont il serait le témoin direct, cette « démonstration » a causé la mort de plus de 8 000 hommes qui ont été massacrés dans une attaque frontale par des mitrailleuses autrichiennes.

## Bataille
Dans la nuit du 11 juin 1915, l'artillerie italienne commence un bombardement intense sur le territoire du village de Plava ; protégées par ce barrage, six compagnies de la 3e division d'infanterie parviennent à traverser l'Isonzo à gué et prennent immédiatement d'assaut de la cote 383, défendu par la 1re brigade de montagne de la 18e division d'infanterie austro-hongroise, composée de Dalmates et commandée par Guido Novak von Arienti, qui parvient à repousser l'assaut par un contre-assaut.
Le 12e jour, les Italiens tentent à nouveau avec deux bataillons de forcer la résistance autrichienne ; les soldats atteignent les pentes de la montagne sans être inquiétés et alors qu'ils forcent les premières clôtures, ils sont surpris en terrain découvert par des mitrailleuses qui les obligent à une retraite précipitée vers la rivière. Lorsqu'ils atteignent les rives de l'Isonzo, les soldats italiens sont surpris par un train blindé de Gorizia, qui les prend pour cible avec ses canons et ses mitrailleuses ; sous ce feu croisé, les troupes italiennes laissent plus de mille morts sur le terrain.
Le général Luigi Cadorna à l'occasion d'une inspection des lignes de front du roi d'Italie Vittorio Emanuele III décide de lui offrir le spectacle de la conquête de la cote 383, il fait installer un observatoire sur le mont Korada à la cote 800, le 17 juin il fait transférer de l'autre côté de l'Isonzo 6 régiments de vétérans des brigades "Ravenna" et "Forlì" et de la brigade du corps spécial "La Spezia". "Nous prendrons cette hauteur à n'importe quel prix", avait promis Cadorna à Victor Emmanuel en envoyant les hommes à l'assaut sur un terrain complètement exposé et en montée contre les nids de mitrailleuses autrichiens ; des milliers de soldats italiens ont trouvé la mort dans des assauts incessants.
Au cours de la bataille, après avoir complètement perdu 4 des 6 régiments, Cadorna décide d'interrompre l'assaut en forçant les survivants, en guise de punition pour leur échec, à construire une ligne avancée à 300 mètres des lignes autrichiennes, sous le feu de l'ennemi.
La lutte pour la conquête de la cote 383 et des territoires environnants reprend dans les mois suivants, mais l'armée italienne ne parvient à les occuper qu'après la dixième bataille de l'Isonzo.

## Source
- (it) Cet article est partiellement ou en totalité issu de l’article de Wikipédia en italien intitulé « Battaglia di Cima 383 » (voir la liste des auteurs).